# Basílica da Estrela
A Basílica da Estrela, também designada por Real Basílica e Convento do Santíssimo Coração de Jesus, Mosteiro do Santíssimo Coração de Jesus, Basílica e Convento da Estrela, Igreja Paroquial da Lapa ou Igreja de Nossa Senhora da Lapa, é um templo católico e antigo convento de freiras carmelitas localizado na cidade de Lisboa, em Portugal.
Esta vasta igreja, encimada por uma cúpula, ergue-se no alto de uma colina na zona oeste da cidade, sendo um dos marcos da zona da Lapa (Paróquia de Nossa Senhora da Lapa à Estrela, ou simplesmente Paróquia da Lapa). Está localizada em frente do jardim da estrela, na freguesia da Estrela.
A Basílica da Estrela está classificada como Monumento Nacional desde 1907.

## História
Na segunda metade do século XVIII, D. Maria I e D. Pedro III, filha e genro-irmão de D. José I, fizeram voto de que construiriam uma igreja se tivessem um filho para herdar o trono. O seu desejo foi satisfeito e a construção do templo foi iniciada em 1779. Infelizmente, entretanto, o menino, baptizado como D. José, veio a falecer vítima de varíola, dois anos antes do término da construção, em 1790.
O projeto ficou a cargo de arquitectos da Escola de Mafra.

## Características

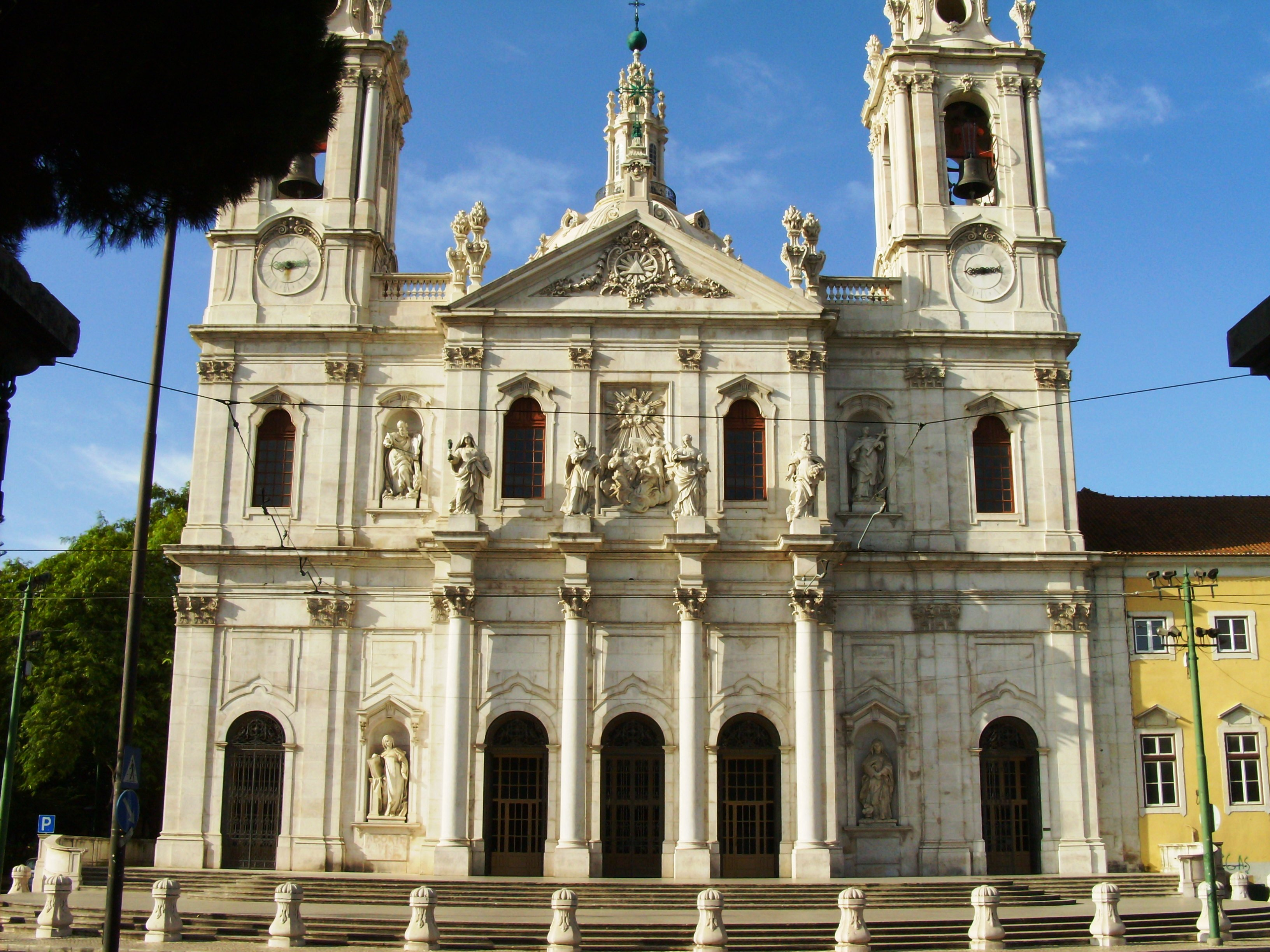
Fachada da Basílica da Estrela.

O templo apresenta características do estilo barroco final e do neoclássico.
A fachada é ladeada por duas torres gémeas e decorada ao centro com um relevo representando o Sagrado Coração de Jesus com estátuas de santos (Santo Elias, Santa Teresa de Ávila, São João da Cruz e Santa Maria Madalena de' Pazzi) e figuras alegóricas (Fé, Devoção, Gratidão e Liberalidade), da autoria de Joaquim Machado de Castro e dos seus pupilos. 
O amplo interior, de mármore cinzento, rosa e amarelo, iluminado por aberturas na cúpula, infunde respeitoso temor. Várias pinturas de Pompeo Batoni adornam o seu interior. O túmulo estilo império, de D. Maria I, que faleceu no Brasil, está no transepto direito. Encerrado numa sala ali perto, existe um extraordinário presépio de Machado de Castro, formado por mais de 500 figuras de cortiça e terracota.
Este templo dispõe de dois órgãos - o grande órgão (construído em 1789) e o órgão de coro (1791), ambos construídos pelo  organeiro António Xavier Machado e Cerveira. O órgão de coro foi restaurado em 1998. Em 2009, foi criada a Schola Cantorum da Basílica da Estrela (SCBE) que tem por missão reactivar em Portugal a prática da melhor música litúrgica, tradição desaparecida há dois séculos e ainda plenamente viva noutros países da Europa.

## Curiosidades

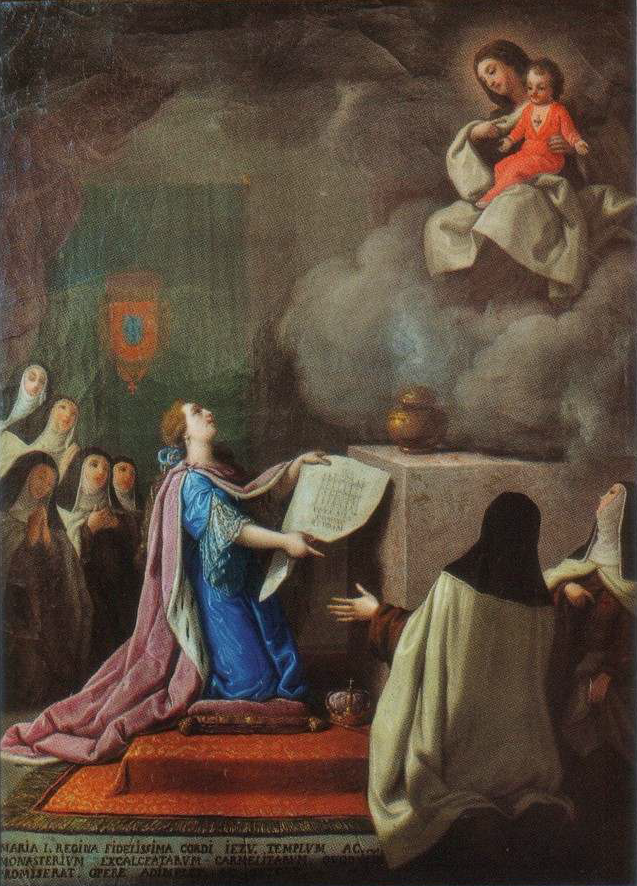
Doação da Basílica da Estrela a Nossa Senhora por D. Maria I (c. 1778), por Joaquim Manuel da Rocha

A Basílica da Estrela foi a primeira igreja no mundo dedicada ao Sagrado Coração de Jesus tendo por base as revelações de Cristo a Santa Margarida Maria de Alacoque e reforçadas, mais tarde, à Beata Maria do Divino Coração Droste zu Vischering.
A rainha D. Maria I é a única monarca portuguesa da dinastia de Bragança (excepção feita ao rei D. Pedro IV de Portugal, imperador do Brasil, que se encontra sepultado na cidade de São Paulo) que não se encontra no Panteão da Dinastia de Bragança, mas sim na Basílica da Estrela, que ela mesma mandou erguer.